# Teateråret 1994

## Händelser

### September
- 7 september – Bengt Hall utses till ny VD för Kungliga Teatern i Stockholm.[1]
- 23 september – Malmö stadsteater firar 50 år med galaföreställningar i tre dagar.[1]
- 30 september – Nya Göteborgsoperan invigs med premiär på Harry Martinsons Aniara i regi av Marie Feldtmann.[1]

### Okänt datum
- Eva Rydberg blir teaterdirektör för Fredriksdalsteatern
- Malmö Dramatiska Teater flyttar in i den nyrenoverade Hippodromenbyggnaden
- Göteborg Dans & Teater Festival anordnas för första gången.

## Priser och utmärkelser
- 14 oktober - O'Neill-stipendiet tilldelas Lennart Hjulström.[1]
- Thaliapriset tilldelas Thommy Berggren

### Guldmasken
| Kvinnlig huvudroll:             | Regina Lund                              | I Hetaste Laget |
| Manlig huvudroll:               | Björn Skifs                              | I Hetaste Laget |
| Kvinnlig biroll:                | Inga Gill                                | Cabaret         |
| Manlig biroll:                  | Olof Thunberg                            | Cabaret         |
| Kvinnlig huvudroll i talpjäs:   | Yvonne Lombard, Mona Malm och Lena Nyman | I Nöd Och Lust  |
| Manlig huvudroll i talpjäs:     | Örjan Ramberg                            | Gökboet         |
| Kvinnlig biroll i talpjäs:      | Ej utdelat                               |                 |
| Manlig biroll i talpjäs:        | Richard Carlsohn                         | Gökboet         |
| Regi:                           | Göran Stangertz                          | Gökboet         |
| Koreografi:                     | Hans Marklund                            | I Hetaste Laget |
| Scenografi:                     | Ingemar Wiberg                           | I Hetaste Laget |
| Kostym:                         | Inger Pehrsson                           | I Nöd Och Lust  |
| Barn- och Familjeföreställning: | Kategorin finns ej                       |                 |
| Föreställning:                  | Kategorin finns ej                       |                 |
| Bäste artist:                   | Kategorin finns ej                       |                 |
| Teaterchefernas pris:           | Nöjesteatern i Malmö                     |                 |
| Juryns specialpris:             | Vicky von Der Lancken                    | Cirkus          |
| Privatteatrarnas pris:          | Kategorin finns ej                       |                 |

Se vidare MusikalNet listor över pristagare

## Årets uppsättningar

### Februari
- 26 februari- Laurence Plumridges Spöket på Canterville, i regi av Sven-Åke Gustavsson, börjar spelas på Backa Teater i Göteborg [2].

### September
- 16 september- Brendan Behans Gisslan, i regi av Eva Bergman, börjar spelas på Backa Teater i Göteborg [3].

### Okänt datum
- Staffan Göthes pjäs Blått hus med röda kinder har urpremiär
- Emil i Lönneberga i Gunnebo sommarspel
- Galenskaparna och After Shave har sin sjunde gemensamma revy Lyckad nedfrysning av herr Moro på Lorensbergsteatern.
- Spartacus på Teater Bastard i Göteborg

## Avlidna
- 31 januari - François Bronett, 61, svensk cirkusdirektör.[1]